# ۳۰ در ۳۰

درصد زمین‌های واقع در مناطق حفاظت‌شده بر اساس کشور، ۲۰۱۷

۳۰ در ۳۰ (یا ۳۰×۳۰) یک ابتکار جهانی برای دولت‌ها است تا ۳۰٪ از مساحت خشکی‌ها و اقیانوس‌های زمین را تا سال ۲۰۳۰ به عنوان مناطق حفاظت‌شده تعیین کنند. این هدف توسط مقاله‌ای در سال ۲۰۱۹ در مجلهٔ ساینس با عنوان «معامله‌ای جهانی برای طبیعت: اصول راهنما، نقاط عطف و اهداف» پیشنهاد شد که بر لزوم تلاش‌های گسترده‌تر برای حفاظت از طبیعت به منظور کاهش تغییرات اقلیمی تأکید دارد. این طرح که توسط ائتلاف بلندپروازانه برای طبیعت و مردم در سال ۲۰۲۰ آغاز شد، تا ژانویهٔ ۲۰۲۱ بیش از ۵۰ کشور با آن موافقت کرده بودند و تا اکتبر ۲۰۲۲ به بیش از ۱۰۰ کشور افزایش یافته است.
در سپتامبر ۲۰۲۱، ۵ میلیارد دلار آمریکا برای پروژه‌ای به نام «چالش حفاظت از سیارهٔ ما» اختصاص داده شد.
در دسامبر ۲۰۲۲، در نشست COP15 کنوانسیون تنوع زیستی، ۳۰ به ۳۰ مورد توافق قرار گرفت و به یکی از اهداف چارچوب جهانی تنوع زیستی کونمینگ-مونترال تبدیل شد. این شامل گروه هفت و اتحادیهٔ اروپا می‌شود.
این ابتکار بحث‌هایی را در مورد مسائل مربوط به حقوق بومیان برانگیخته است.

## در جهان
هدف ۳۰ در ۳۰، سومین هدف از ۲۳ هدف تنوع زیستی جهانی برای سال ۲۰۳۰ در چارچوب تنوع زیستی جهانی کونمینگ-مونترال است که در دسامبر ۲۰۲۲ تصویب شد:
تضمین و فراهم کردن امکانی که تا سال ۲۰۳۰ حداقل ۳۰ درصد از مناطق خشکی، آب‌های داخلی و مناطق ساحلی و دریایی، به‌ویژه مناطقی که از اهمیت ویژه‌ای برای تنوع زیستی و عملکردها و خدمات اکوسیستم برخوردارند، از طریق سیستم‌های مناطق حفاظت‌شده با شاخص‌های اکولوژیکی، به خوبی مرتبط و با مدیریت عادلانه و سایر اقدامات حفاظتی مؤثر مبتنی بر منطقه، به‌طور مؤثر حفاظت و مدیریت شوند، و در صورت لزوم، قلمروهای بومی و سنتی را به رسمیت بشناسند و در چشم‌اندازهای وسیع‌تر، چشم‌اندازهای دریایی و اقیانوس ادغام شوند، ضمن اینکه اطمینان حاصل شود که هرگونه استفادهٔ پایدار، در صورت لزوم در چنین مناطقی، کاملاً با نتایج حفاظت سازگار باشد و حقوق مردم بومی و جوامع محلی، از جمله بر قلمروهای سنتی آنها را به رسمیت بشناسند و رعایت کنند.

## اتحادیهٔ اروپا
استراتژی تنوع زیستی کمیسیون اروپا برای سال ۲۰۳۰ در ۲۰ مه ۲۰۲۰ به عنوان سهم اتحادیهٔ اروپا در چارچوب تنوع زیستی جهانی پس از ۲۰۲۰ پیشنهاد شد. این استراتژی شامل چندین تعهد و اقدام مرتبط با تنوع زیستی است که باید تا سال ۲۰۳۰ انجام شوند، از جمله:
- افزایش شبکهٔ مناطق حفاظت‌شده زمینی و دریایی اتحادیهٔ اروپا، با گسترش مناطق ناتورا ۲۰۰۰، و حفاظت دقیق از مناطقی با تنوع زیستی و ارزش اقلیمی بسیار بالا.
- با پیشنهاد اهداف الزام‌آور برای احیای طبیعت، اکوسیستم‌های تخریب‌شده‌تر را احیا کرده و آنها را به صورت پایدار مدیریت کردن.
- تقویت مدیریت تلاش‌های تنوع زیستی اتحادیه اروپا، از جمله افزایش بودجه، بهبود اجرا و پیگیری، و ادغام اهداف تنوع زیستی در تصمیم‌گیری‌های عمومی و تجاری.